# Стеван Наумов Стив
Стеван Наумов Стив (Битољ, 27. октобар 1920 — Болно, код Ресена, 12. септембар 1942), студент технике, секретар Менског комитета КПЈ за Битољ, члан Покрајинског комитета КПЈ за Македонију и народни херој Југославије.

## Биографија
Рођен је 27. октобра 1920. године у Битољу. Основну школу и гимназију завршио је у Битољу, а 1938. године долази у Београд где се уписује на Технички факултет. За време гимназијских дана био је веома активан. Истицао се у раду литерарне секције, као добар познавалац немачког језика, преводио је текстове за организацију „Трезвена омладина“, а био је и добар гимнастичар. У школу се упознао са Кузманом Јосифовским, народним херојем, са којим је у вишим раредима гимназије почео да се интересује за марксизам.
За време студија на Београдском универзитету, био је веома активан у раду студентског покрета. Учествовао је у свим манифестацијама и демонстрацијама. После једних демонстрација, на којима је руководио ударном групом, ухапшен је и шест дана је провео у затвору „Главњача“, а потом је протеран у Битољ. Касније се вратио у Београд, али је поново био ухапшен. У чланство Комунистичке партије Југославије примљен је 1939. године, a септембра 1940. постављен је за секретара Месног комитета КПЈ у Битољу.
После Априлског рата и окупације Краљевине Југославије, радио је на спровођењу директиве ЦК КПЈ о подизању устанка. Као секретар МК КПЈ у Битољу и околини је прикупљао оружје и радио на стварању првих оружаних група. Оштро се супротставио тадашњем секретару Покрајинског комитета КПЈ за Македонију Методију Шаторову, који је хтео да македонску партијку организацију припоји Бугарској комунистичкој партији.
Априла 1942. године учествује у формирању Битољског партизанског одреда „Пелистер“, а у мају постаје члан привременог ПК КПЈ за Македонију. Поред организационог рада, био је и активни борац против окупатора. На улици у Битољу, 6. маја 1942. године, убијо је полицијског начелинка. А током августа је руководио партизанским акцијом против Бугара у селу Кожани.
Као руководилац Народноослободилачке борбе у Битољу, састао се са Димитром Богоевским, народним херојем, секретаром Среског комитета КПЈ за Ресен, ради договора око координације партизанских Одреда. Стив и Мите су се поново састали 12. септембра 1942. године, и заноћили у једној кући близу села Болно. Бугарска полиција, која је била у потери за партизанима, опколила је кућу и позвала их је да се предају. Нежелећи да се предају, водили су борбу с непријатељем, а када им је понестало муниције, последњом бомбом су извршили самоубиство, да не би живи пали у руке непријатељу.
Указом Председништва Антифашистичког већа народног ослобођења Југославије (АВНОЈ), 29. јула 1945. године, међу првим борцима Народноослободилачке војске, проглашен је за народног хероја.